# Iribarren (municipalité)
Pour les articles homonymes, voir Iribarren.
Iribarren est l'une des neuf municipalités de l'État de Lara au Venezuela. Son chef-lieu est Barquisimeto, capitale de l'État. En 2011, la population s'élève à 996 230 habitants.

## Géographie
La municipalité est divisée en dix paroisses civiles avec, chacune à sa tête, une capitale (entre parenthèses) :
- Aguedo Felipe Alvarado (Bobare) ;
- Buena Vista (Buena Vista) ;
- Catedral (Barquisimeto) ;
- Concepción (Barquisimeto) ;
- El Cují (Barquisimeto) ;
- Juan de Villegas (Barquisimeto) ;
- Juárez (Río Claro) ;
- Santa Rosa (Barquisimeto) ;
- Tamaca (Barquisimeto) ;
- Unión (Barquisimeto).